# Neotrygon annotata
Espèce
Synonymes
- Dasyatis annotata Last, 1987

Statut de conservation UICN

 NT  : Quasi menacé
Neotrygon annotata est une espèce de raies appartenant à la famille des  Dasyatidés